# Episodi di Gioco pericoloso (prima stagione)
La prima stagione della serie televisiva Gioco pericoloso è stata trasmessa in anteprima nel Regno Unito dalla Independent Television tra l'11 settembre 1960 e il 4 giugno 1961.
| nº | Titolo originale          | Titolo italiano | Prima TV UK       | Prima TV Italia |
| -- | ------------------------- | --------------- | ----------------- | --------------- |
| 1  | View from the Villa       |                 | 11 settembre 1960 |                 |
| 2  | Time to Kill              |                 | 18 settembre 1960 |                 |
| 3  | Josetta                   |                 | 25 settembre 1960 |                 |
| 4  | The Blue Veil             |                 | 2 ottobre 1960    |                 |
| 5  | The Lovers                |                 | 9 ottobre 1960    |                 |
| 6  | The Girl in Pink Pajamas  |                 | 16 ottobre 1960   |                 |
| 7  | Position of Trust         |                 | 23 ottobre 1960   |                 |
| 8  | The Lonely Chair          |                 | 30 ottobre 1960   |                 |
| 9  | The Sanctuary             |                 | 6 novembre 1960   |                 |
| 10 | An Affair of State        |                 | 13 novembre 1960  |                 |
| 11 | The Key                   |                 | 20 novembre 1960  |                 |
| 12 | The Sisters               |                 | 27 novembre 1960  |                 |
| 13 | The Prisoner              |                 | 4 dicembre 1960   |                 |
| 14 | The Traitor               |                 | 11 dicembre 1960  |                 |
| 15 | Colonel Rodriguez         |                 | 18 dicembre 1960  |                 |
| 16 | The Island                |                 | 1º gennaio 1961   |                 |
| 17 | Find and Return           |                 | 8 gennaio 1961    |                 |
| 18 | The Girl Who Liked G.I.'s |                 | 15 gennaio 1961   |                 |
| 19 | Name, Date and Place      |                 | 22 gennaio 1961   |                 |
| 20 | The Vacation              |                 | 29 gennaio 1961   |                 |
| 21 | The Conspirators          |                 | 5 febbraio 1961   |                 |
| 22 | The Honeymooners          |                 | 12 febbraio 1961  |                 |
| 23 | The Gallows Tree          |                 | 19 febbraio 1961  |                 |
| 24 | The Relaxed Informer      |                 | 26 febbraio 1961  |                 |
| 25 | The Brothers              |                 | 5 marzo 1961      |                 |
| 26 | The Journey Ends Halfway  |                 | 12 marzo 1961     |                 |
| 27 | Bury the Dead             |                 | 19 marzo 1961     |                 |
| 28 | Sabotage                  |                 | 26 marzo 1961     |                 |
| 29 | The Contessa              |                 | 2 aprile 1961     |                 |
| 30 | The Leak                  |                 | 9 aprile 1961     |                 |
| 31 | The Trap                  |                 | 16 aprile 1961    |                 |
| 32 | The Actor                 |                 | 23 aprile 1961    |                 |
| 33 | The Hired Assassin        |                 | 30 aprile 1961    |                 |
| 34 | The Deputy Coyannis Story |                 | 7 maggio 1961     |                 |
| 35 | Find and Destroy          |                 | 14 maggio 1961    |                 |
| 36 | Under the Lake            |                 | 21 maggio 1961    |                 |
| 37 | The Nurse                 |                 | 25 dicembre 1960  |                 |
| 38 | The Dead Man Walks        |                 | 28 maggio 1961    |                 |
| 39 | Deadline                  |                 | 4 giugno 1961     |                 |